# Revolución primero, elecciones después

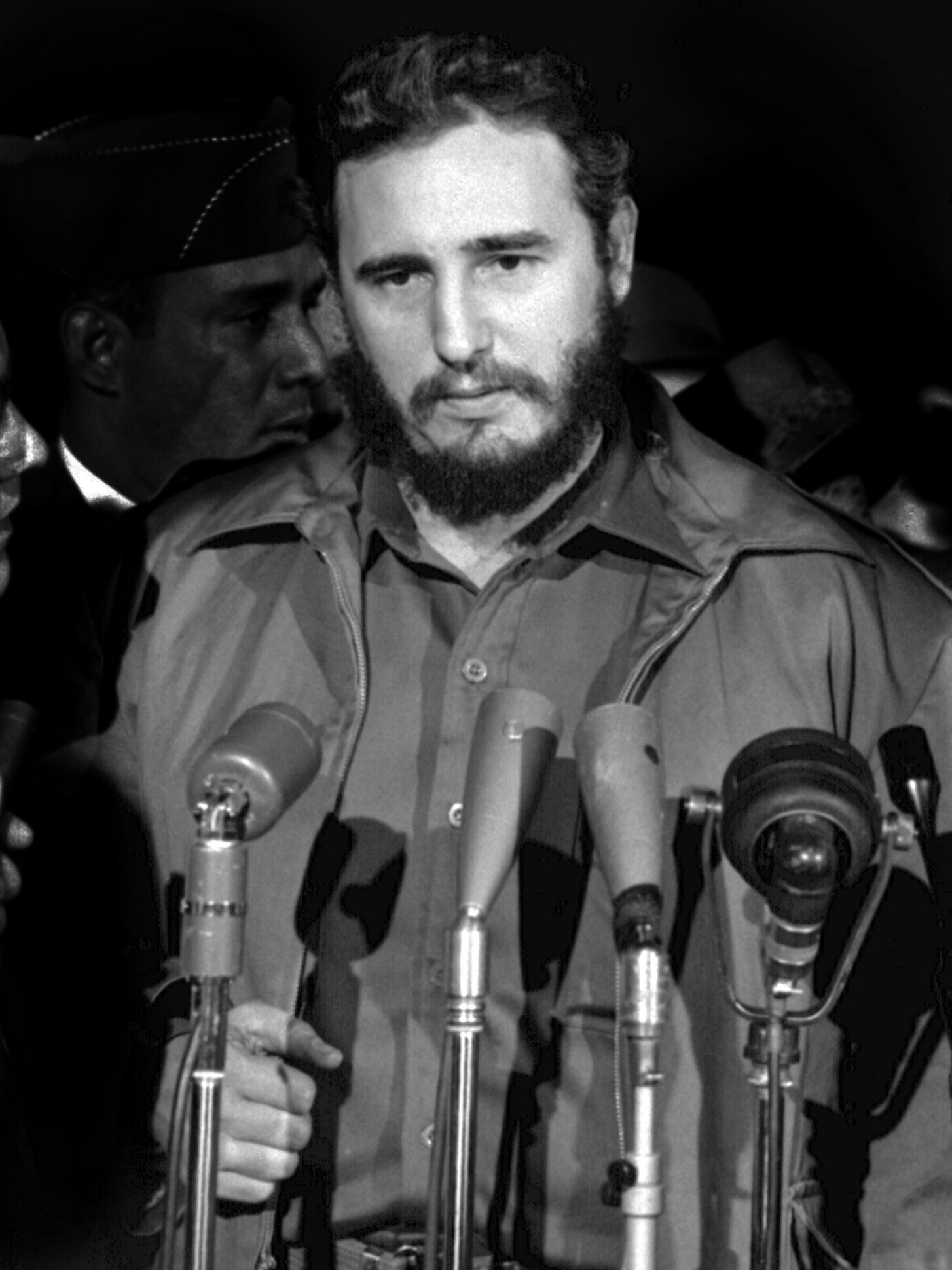
Fidel Castro en 1959.

El lema Revolución primero, elecciones después fue acuñado por Fidel Castro en un discurso pronunciado el 9 de abril de 1959. El famoso discurso anunció el aplazamiento de las elecciones prometidas por Fidel Castro, programadas para celebrarse tras el derrocamiento de Fulgencio Batista. El anuncio marcó el inicio de un retraso electoral que culminó con la consolidación del poder de Fidel Castro en Cuba. El 1 de mayo de 1960, Fidel Castro condenó rotundamente las elecciones por corrupción y canceló todas las elecciones futuras.

## Antecedentes
El 10 de marzo de 1952, tres meses antes de las elecciones cubanas, el candidato presidencial Fulgencio Batista, con el apoyo del ejército, dio el golpe de Estado en Cuba de 1952 y tomó el poder. Derrocó al presidente saliente Carlos Prío Socarrás y asumió el control del gobierno como presidente provisional. El 26 de julio de 1953, poco más de un año después del segundo golpe de Estado de Batista, un pequeño grupo de revolucionarios realizó el asalto al Cuartel Moncada en Santiago. Las fuerzas gubernamentales derrotaron fácilmente el asalto y encarcelaron a sus líderes, mientras que muchos otros huyeron del país. El principal líder del ataque, Fidel Castro, era un joven abogado que se había postulado al parlamento en las elecciones canceladas de 1952. Aunque Castro nunca fue nominado oficialmente, sentía que el golpe de Batista había desviado lo que habría sido una prometedora carrera política para él. Tras el asalto al Moncada, Batista suspendió las garantías constitucionales y recurrió cada vez más a tácticas policiales en un intento de "atemorizar a la población mediante demostraciones abiertas de brutalidad".
Fidel Castro fue encarcelado por su papel en el asalto al Cuartel Moncada, y en un famoso discurso, coloquialmente titulado La historia me absolverá, que pronunció durante su juicio, Castro dio a conocer una lista de demandas que incluían el restablecimiento de la Constitución cubana de 1940. Después de que Castro fundó el Movimiento 26 de Julio y comenzó a participar en combates en 1956, la organización emitió el Manifiesto de Sierra Maestra en 1957. El manifiesto exigía la celebración de elecciones multipartidistas en Cuba.

## Historia

### Establecimiento de un gobierno provisional
Tras el triunfo de la Revolución cubana, Fidel Castro ejerció el poder de veto de facto durante el proceso de establecimiento de un gobierno provisional. Este poder de facto provenía de su posición como comandante en jefe del ejército rebelde. Inmediatamente después de que el ejército rebelde tomara el poder, Castro y otros rebeldes acordaron colocar a Manuel Urrutia Lleó como presidente de Cuba.
El 8 de enero de 1959, Fidel Castro anunció que las elecciones se celebrarían en 18 meses. En un discurso pronunciado unos días después, se anunció que las elecciones se celebrarían en 15 meses. Un mes después, afirmó que las elecciones serían injustas porque ganaría por una mayoría aplastante. Durante los meses siguientes, la multitud abucheó y siseó cuando Castro aludía a las próximas elecciones.
En febrero de 1959, Fidel Castro solicitó al presidente Urrutia que lo nombrara primer ministro, a lo cual Manuel Urrutia Lleó accedió. Como primer ministro, Castro prohibió todos los partidos políticos excepto el Partido Socialista Popular. Castro también tenía la facultad de ordenar nuevos juicios contra personas a quienes los jurados declaraban inocentes. Las posiciones políticas en los dos primeros años tras la Revolución cubana eran extremadamente flexibles y estaban mal definidas legalmente. A menudo, la lealtad era el factor determinante para ser nombrado para un cargo gubernamental.

### Retraso electoral
El 9 de abril de 1959, Fidel Castro anunció que las elecciones se retrasarían quince meses. Durante su viaje a Nueva York, Fidel Castro anunció que las elecciones podrían permitir el regreso de una oligarquía al control de la sociedad cubana. A pesar de su escepticismo, aseguró que las elecciones se celebrarían en un plazo de 4 años. En una entrevista televisiva del 10 de junio de 1959, le preguntaron a Fidel Castro sobre los planes para las elecciones. Respondió:
La Revolución necesita tiempo para cumplir su propósito, y cuanto menos se interrumpa, más pronto será posible. Si se puede trabajar sin interrupciones, el tiempo necesario será considerablemente menor. Me parece que una vez concluida la Reforma Agraria, que es el punto fundamental de la Revolución, se podrán celebrar elecciones en cualquier momento.
En julio de 1959, Fidel Castro acusó al presidente Manuel Urrutia Lleó de corrupción y renunció. Tras la renuncia de Castro, una turba enfurecida rodeó el Palacio Presidencial y Urrutia dimitió. Castro fue restituido en su cargo, y un creciente sentimiento político en Cuba asoció a Fidel Castro con la única fuente de poder legítimo. Fidel Castro pronto reemplazó a Manuel Urrutia por Osvaldo Dorticós Torrado como presidente de Cuba. Dorticós era miembro del Partido Socialista Popular. La destitución de Urrutia desencadenaría una ola de renuncias por parte de moderados y anticomunistas en el gobierno provisional. En octubre, el oficial militar Huber Matos renunció a su cargo, alegando temores de una toma del poder por parte de los comunistas. Matos fue arrestado por su protesta.

### Cancelación y censura electoral
En la celebración del 1 de mayo de 1960, Fidel Castro finalmente canceló todas las elecciones, anunciando en un discurso: 
Nuestros enemigos, nuestros detractores, piden elecciones. Incluso un líder gubernamental latinoamericano declaró recientemente que solo los gobiernos producto de un proceso electoral deberían ser aceptados en la OEA, como si una verdadera revolución, como la cubana, pudiera llegar al poder sin el pueblo, como si una verdadera revolución, como la cubana, pudiera llegar al poder contra la voluntad popular, como si la única vía democrática para llegar al poder fuera el proceso electoral, tan a menudo prostituido para falsear la voluntad y los intereses del pueblo, y para llevar al poder a quienes a menudo eran los más ineptos y astutos, no los más competentes ni los más honestos

¿Es posible que, tras tantas elecciones fraudulentas y la reiterada política de traición y corrupción, el pueblo crea que el único procedimiento democrático son las elecciones? No solo con un lápiz marcando una papeleta, sino también con sangre, un pueblo puede participar en una vida patriótica.
El mensaje general de este anuncio fue que las elecciones eran inútiles, porque los ciudadanos legitimaban su gobierno al defenderlo. Por esa misma época, se añadieron la "coletilla" a los periódicos. Estos eslóganes a menudo condenaban el contenido de ciertos artículos. Esta condena se llevó a cabo gracias a la iniciativa del sindicato de impresores, controlado por los comunistas. Tras la confiscación de los periódicos por parte del Gobierno de Fidel Castro a finales de 1960, la "coletilla" dejó de aplicarse.

## Secuelas

### Oposición
Inmediatamente después de la Revolución cubana, José Miró Cardona fue nombrado nuevo primer ministro, pero renunció y posteriormente huyó a Miami. Durante su estancia en Miami, Cardona escribió en la revista Diario de la Marina que la Revolución cubana era una fuerza progresista muy necesaria, que no debía ignorar a los pobres de Cuba. Cardona acabó asociándose con el Consejo Revolucionario Cubano y el Frente Revolucionario Democrático Cubano. Ambas organizaciones buscaban «salvar» la revolución de su giro antidemocrático.
En el verano de 1960, importantes fidelistas rompieron con Fidel Castro y formaron grupos disidentes. Los exministros Manuel Ray y Rufo López Fresquet, así como el líder sindical David Salvador Manso, formaron el Movimiento Revolucionario del Pueblo, abogando por un "Fidelismo sin Fidel", lo que significaba que las reformas sociales de Castro debían continuar, pero no su consolidación personal en el poder.
En junio de 1960, el Frente Revolucionario Democrático Cubano anunció su existencia en la Ciudad de México. Pretendía servir como organización paraguas para diversos grupos de la disidencia cubana. Entre ellos se encontraban la Organización de Rescate Democrático Constitucional, el Movimiento para la Recuperación Revolucionaria, la Organización Montecristi, el Movimiento Demócrata Cristiano, la Organización Triple A y el Bloque de Asociaciones Anticomunistas. Este supergrupo criticó la eliminación de las libertades civiles por parte de Fidel Castro y exigió la restauración de la Constitución cubana de 1940. La mayoría de los grupos de oposición participantes ya habían participado activamente en la oposición anterior a Fulgencio Batista.
El Consejo Revolucionario Cubano (CRC) se formó, con la ayuda de la CIA, para coordinar y dirigir la invasión del Frente Revolucionario Democrático Cubano a Cuba, conocida como la Invasión de bahía de Cochinos. José Miró Cardona, ex primer ministro de Cuba, fue presidente del CRC. Miró se convirtió en el líder de facto en espera del gobierno cubano que se pretendía establecer tras la invasión. El CRC comprendía el antiguo Frente Revolucionario Democrático Cubano, con la incorporación del Movimiento Revolucionario del Pueblo.

### Institucionalización política
En julio de 1961, Fidel Castro fusionó oficialmente el Movimiento 26 de Julio, el Partido Socialista Popular y un partido más pequeño, para formar un grupo llamado las Organizaciones Revolucionarias Integradas. En diciembre de 1961, Castro se declaró marxista-leninista. En octubre de 1965, las Organizaciones Revolucionarias Integradas pasaron a llamarse oficialmente "Partido Comunista de Cuba" y publicaron la composición de su Comité Central.
Cuba no tuvo un gobierno constitucional durante 16 años, de 1959 a 1976. Tras este período inconstitucional, el gobierno revolucionario cubano intentó institucionalizar la revolución sometiendo a votación una nueva constitución. La Constitución cubana de 1976, inspirada en la Constitución de la Unión Soviética de 1936, fue adoptada por referéndum el 15 de febrero de 1976, con el 99,02 % de los votos, con una participación del 98 %. La Constitución estableció la Asamblea Nacional del Poder Popular de Cuba como el foro democrático para la elaboración de leyes. Si bien sus miembros son electos, solo un partido político es legal el Partido Comunista de Cuba, y los candidatos solo pueden hacer campaña basándose en sus biografías, sin presentar opiniones políticas.